# Fatwa

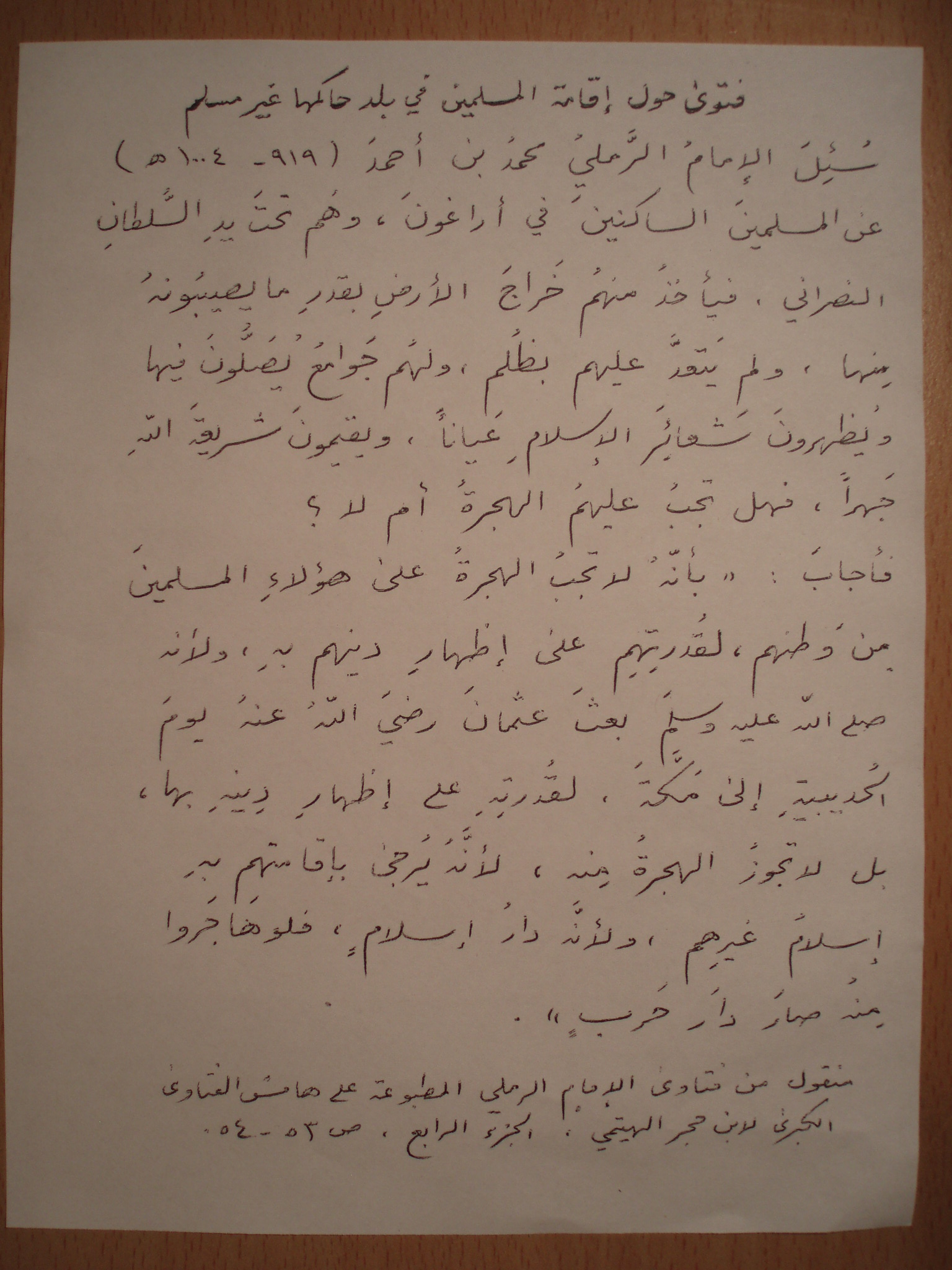
Voorbeeld van een fatwa, waarin het toegestaan is als moslim te leven in een niet-islamitisch land

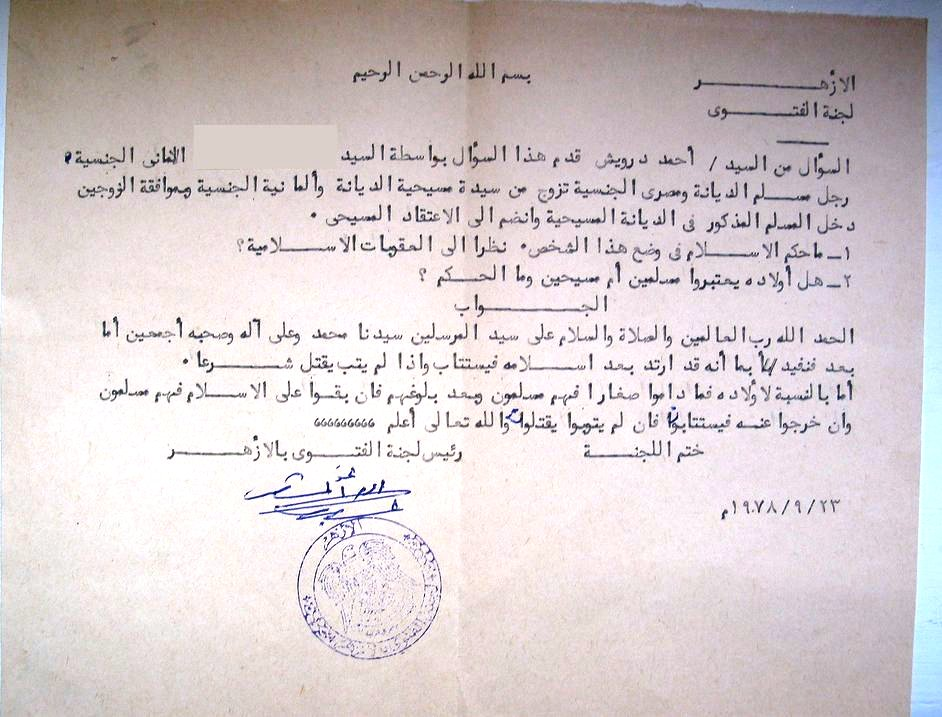
Een fatwa uit 1978 op een moslim die ridda (geloofsafval) gepleegd heeft: de dader wordt gevraagd terug te keren tot de islam of zal anders volgens de wetten van de sharia ter dood veroordeeld worden

Een fatwa (Arabisch: فتوى, meervoud fatwa's) is een juridisch advies in de islam, dat door een godsdienstige wetspecialist wordt uitgevaardigd met betrekking tot een specifieke kwestie. Een fatwa hoeft echter niet per definitie als een vonnis opgevat te worden en is dan ook niet bindend. Gewoonlijk wordt een fatwa uitgegeven op verzoek van een individu of een rechter om uitkomst te bieden in gevallen waarbij de fiqh, de islamitische jurisprudentie, geen uitkomst biedt. Een geleerde die bevoegd is om fatwa's uit te geven noemt men een moefti.
Volgens de Usul al-fiqh (Hoofd van de Fiqh) moet een fatwa aan de volgende eisen voldoen om rechtsgeldig te zijn:
1. De fatwa moet ondersteund worden met relevant bewijs, afkomstig uit de Koran of de Ahadith, waarop geen naskh is toegepast;
2. Het moet bewezen zijn dat de betreffende persoon of instantie kennis van zaken heeft en oprecht is van aard;
3. De fatwa moet zonder individueel opportunisme zijn en zonder politieke bijbedoeling;
4. De fatwa is adequaat om bruikbaar te zijn in de huidige wereld.

Omdat er geen centraal islamitisch priesterschap is, is er ook geen eenstemmig toegelaten methode om te bepalen wie een fatwa kan uitvaardigen en wie dat niet kan. Dit brengt sommige islamitische geleerden ertoe om te klagen dat te veel mensen zich gekwalificeerd voelen om fatwa's uit te vaardigen.
In zowel theorie als praktijk kunnen verschillende islamitische geestelijken tegenstrijdige fatwa's uitgeven. Wat dan gebeurt hangt af van de vraag of men in een natie leeft waar de islamitische wet (sharia) de basis van burgerlijk recht is, of dat men in een gebied woont waar de islamitische wet geen rechtsvorm heeft. Merk op dat een aantal naties waarin moslims een meerderheid van de bevolking vormen geen islamitische wet als de basis van burgerlijk recht zien.
In islamitische landen die op de islamitische wet zijn gebaseerd, worden de fatwa's door de nationale godsdienstige leiding bediscussieerd alvorens deze wordt uitgevaardigd. Er wordt door middel van consensus beslist. In zulke gevallen zijn zij zelden tegenstrijdig, en zij dragen het statuut van uitvoerbare wet. Als twee fatwa's tegenstrijdig zijn, combineren de beslissende organen (de burgerlijke en godsdienstige wet) een compromisinterpretatie die als wet wordt gevolgd.
In naties die geen islamitische wet erkennen, worden godsdienstige moslims vaak geconfronteerd met twee tegenstrijdige fatwa's. In zo een geval zouden zij de fatwa van de leider in dezelfde godsdienstige traditie als zijzelf volgen. Zo zouden soennitische moslims bijvoorbeeld zich niet aan de fatwa van sjiitische geestelijken houden.

## Fatwa's in het nieuws
- 1989: een bekend voorbeeld van een fatwa is het doodvonnis jegens Salman Rushdie uitgesproken door Ayatollah Khomeini van Iran op 14 februari 1989. Rushdies roman De duivelsverzen zou "godslasterlijk" zijn. In februari 2006 werd door het Iraanse persbureau IRNA benadrukt dat de fatwa levenslang zou gelden.[1]
- 2002: op 16 november schreef modejournaliste Isioma Daniel in de Nigeriaanse krant ThisDay dat Mohammed de Miss World-verkiezing die in december in hoofdstad Abuja zou plaatsvinden vast wel goed zou keuren en zelfs wel met een van de deelneemsters zou hebben willen trouwen. Dit leidde tot de zogeheten Miss World-rellen die ca. 250 mensen het leven kostten. Op 27 november spraken islamitische geestelijken een fatwa uit tegen Daniel, waarin zij alle moslims opriepen om haar te doden.[2]
- 2005: na de terroristische aanslagen in Londen van 7 juli 2005 verklaarde de soennische raad „Jama'at e Ahl e Sunnat“ dat iedere aanslag niet verenigbaar is met de islam. Om gewicht aan deze uitspraak te geven werd dat gedaan in de vorm van een fatwa.[bron?]
- 2005: op 26 oktober gaven Somalische geestelijken een fatwa uit omtrent vrouwenbesnijdenis. Deze Afrikaanse, pre-islamitische gewoonte wordt daarin als on-islamitisch bestempeld. Sjeik Nur Barud Gurhan, voorzitter van de raad, stelt zelfs dat de besnijdenis van een vrouw vergelijkbaar is met moord. In 2006 volgt ook een fatwa die het verbod bevestigt van de Al-Azhar Universiteit in Caïro op initiatief van de Grootmoefti van Mauritanië.[bron?]
- 2007: een andere fatwa werd uitgesproken door Abu Abdullah al-Rashid al-Baghdadi, een van de leiders van Al Qaeda, aan het adres van cartoonist Lars Vilks, omdat laatstgenoemde Mohammed beledigd zou hebben in zijn satirische cartoons.[3]
- 2014: De hoogste islamitische rechtsgeleerden van Indonesië hebben een fatwa uitgesproken tegen stroperij. Ze sporen gelovige moslims aan om zich te onthouden van alle handelingen die kunnen bijdragen aan het uitsterven van bedreigde diersoorten.[4]